# Leiteiro-vermelho
Leiteiro-vermelho (Euphorbia cotinifolia) é um arbusto de folhas largas vermelhas nativo do México e da América do Sul. Se cultivada como um arbusto, atinge de 3,0 a 4,6 metros, mas também pode ser cultivada como uma árvore e  atingir 9,1 metros. Pequenas flores brancas com brácteas de cor creme florescem nas extremidades dos galhos no verão. As hastes arroxeadas, quando quebradas, soltam uma toxina leitosa que pode causar irritação e queimaduras na pele.
Seu nome científico vem das palavras continus, que significa "Árvore do fumo" e folia que significa "folha". Outros nomes populares incluem Árvore-de-cobre, Barrabás, Figueirinha-roxa.

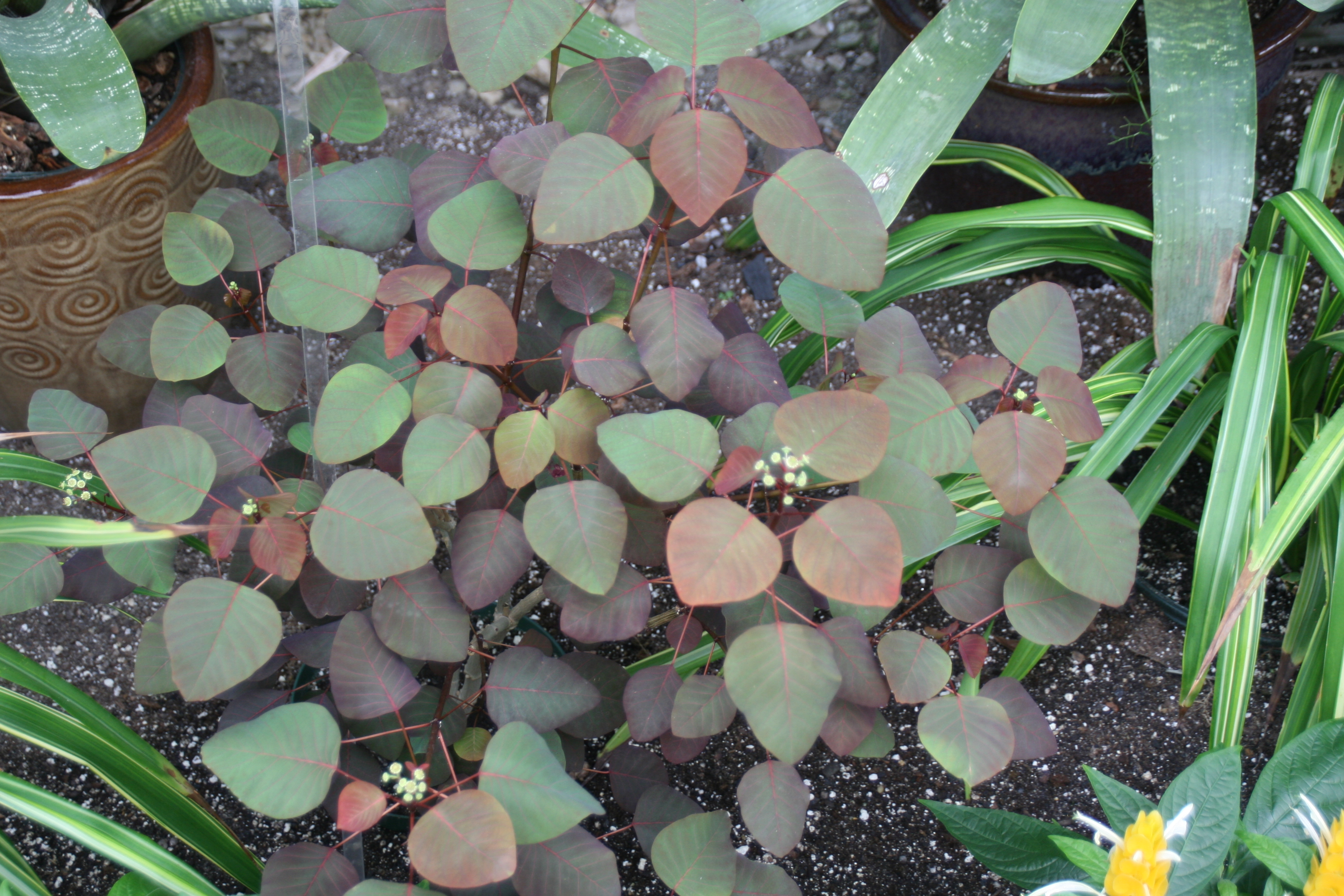
Folhagem colorida e flor.

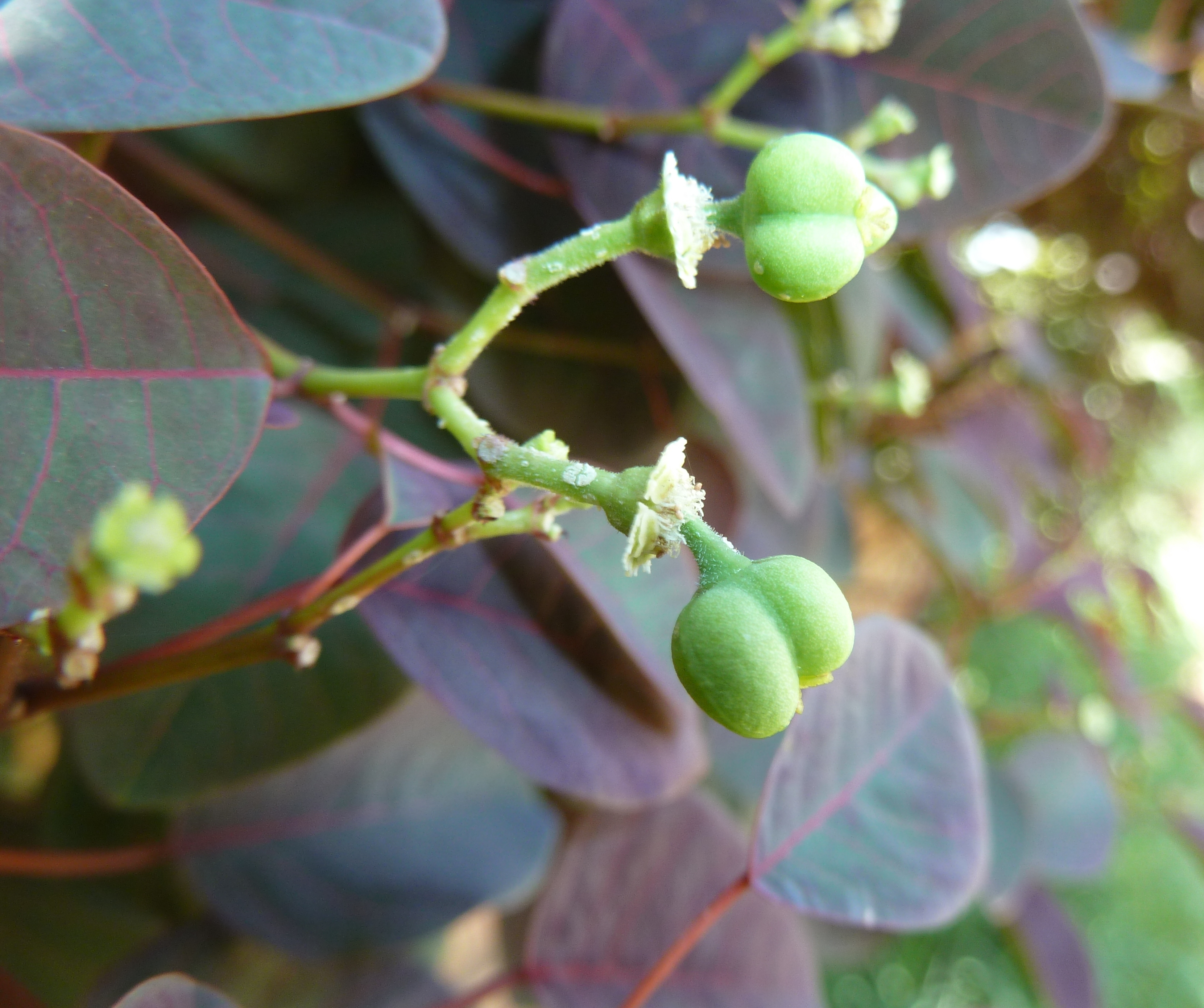
Fruto.

## Toxicidade
A espécie é bastante conhecida na América Central, onde sua seiva venenosa tem sido usada como remédio e como veneno. Para remédio tem sido usada em remédios populares como substância emética e catártica. Sabe-se que pescadores adicionam a seiva à água em áreas de pesca para atordoar os peixes e forçá-los a flutuar até o topo. Também foi historicamente usada como um veneno para pontas de flechas pelos nativos de Curaçao.
Se sua seiva leitosa entrar em contato com a pele ou os olhos pode provocar alergias, irritações e queimaduras. Da mesma forma, a planta é bastante perigosa quando ingerida, provocando salivação, vômitos, náuseas e irritações gastrointestinais.

## Jardinagem
Apesar de sua toxicidade, o Leiteiro-vermelho é comumente cultivado como planta ornamental em jardins e vasos, principalmente por causa de suas folhas elípticas coloridas e diferentes que ficam verdes, laranja cobre, roxas e vermelhas. Prefere um local com solo bem drenado e pleno sol. Embora seja relativamente resistente, não reage bem a ventania e geada forte.